# Куля для рушниці

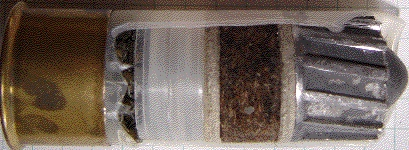
Патрон з кулею Бреннеке 12-го калібру.

Куля для гладкоствольної рушниці (англ. slug) — вражаючий елемент набою для стрільби з рушниці. В найпростішому випадку, має форму звичайної кулі.
На відміну від дробу та картечі, кулі для рушниць дають удар більшої потужності, високу пробивну дію та надійніші результати бою.

## Різновиди

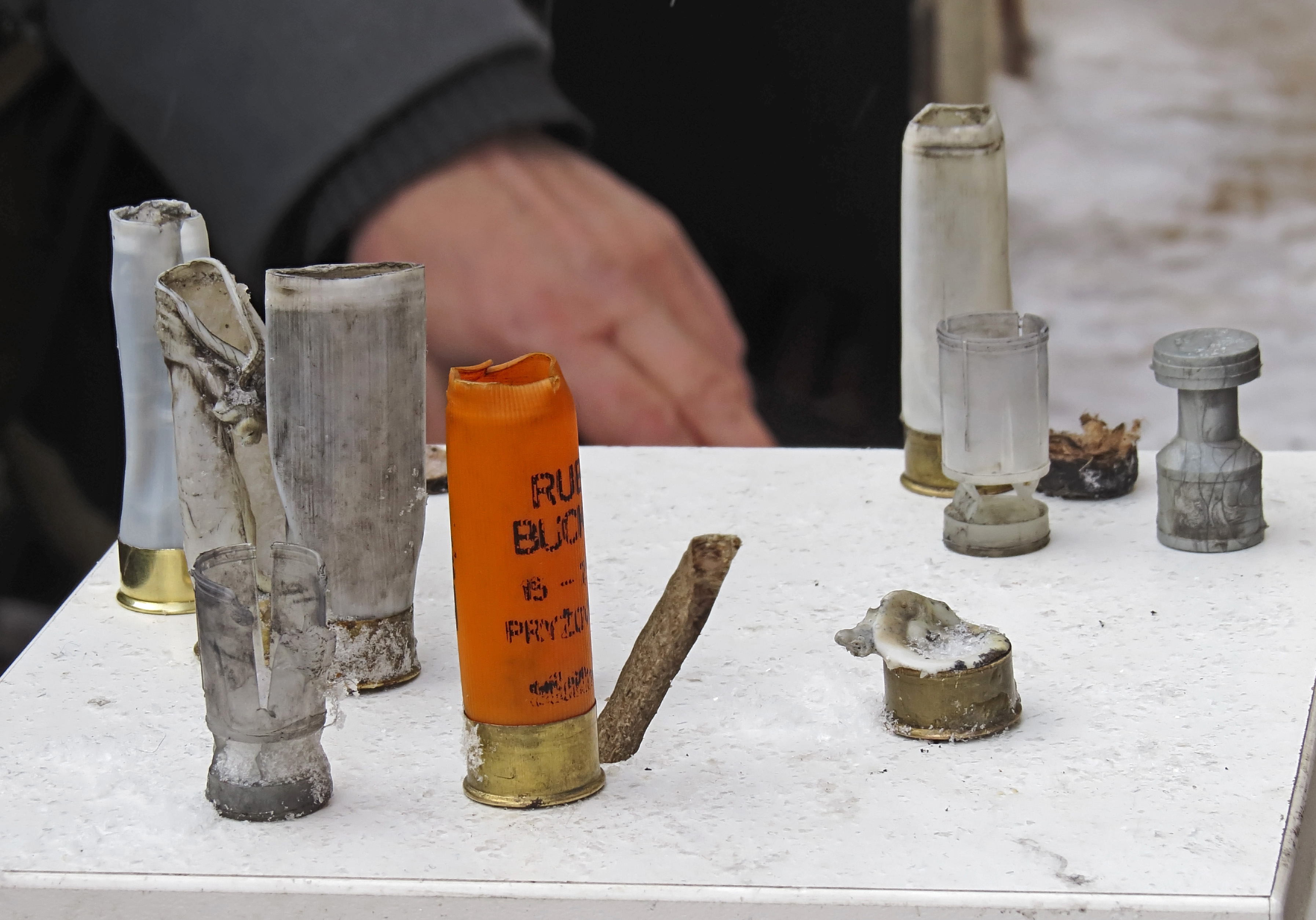
Відстріляні з рушниць Форт-500 гільзи та куля травматичної дії «Терен-12П» на вул. Грушевського в Києві.

Кулі можуть мати повний калібр (що дорівнює діаметру каналу ствола), або бути підкаліберними, та відстрілюватись у піддонах, що відокремлюються. В бойовій зброї використовують картеч та кулі. Крім того, гладкоствольні рушниці дозволяють використання спеціалізованих куль: для вибивання замків та відкривання дверей (англ. Hatton round), для виведення з ладу транспортних засобів, для доставки газових та осколково-фугасних гранат, тощо.
Найпростіша форма — звичайна куля. Однак, такі набої перетворюють рушницю на, фактично, мушкет. Через круглу форму куля майже не відхиляється від лінії вогню.
Для підвищення ефективності, вражаючі елементи виготовляють у подовженій формі, а центр мас зсувають у передню частину. Оскільки центр мас зсунуто наперед, бажано, аби для стабілізації та уникнення випадкового перевертання така куля оберталась у польоті навколо осі напрямку пострілу.
Куля Бреннеке належить до найпоширеніших куль для гладкоствольних рушниць. Вона виготовляється зі свинцю та має тонкі ребра на боках, які зминаються під час проходження через ствол, тому куля в польоті не обертається. Стабілізація в польоті досягається завдяки повсті, прикріпленій шурупом у хвостовій частині (зараз також пластик та інші матеріали), яка зсуває центр ваги наперед.
Куля Фостера належить до перших вдалих варіантів куль для рушниць. Вона має форму ковпачка з тонкими боковими ребрами, який роздувається під дією порохових газів до фактичних розмірів ствола. При проходженні через дульне звуження куля добре стискається.

### Класифікація куль для рушниць
Кулі для рушниць можна поділити в залежності від:
1. матеріалу, з якого їх виготовлено (чистий свинець, свинець з додаванням антимону та арсену, латунь, сталь);
2. наявності оболонки (свинцева без оболонки, свинцева з оболонкою, з неповною оболонкою — напівоболонкові);
3. руйнівної дії (експансивні та неекспансивні).
4. способу стабілізації в польоті та конструктивних рішень (круглі, стрілочні, стрілочно-турбінні, турбінні).

Сучасний бездимний порох створює в стволі настільки високий тиск, що він неминуче призводить до деформації кулі з м'якого свинцю ще в стволі. Коли вперше конструктори стикнулись з цією проблемою для нарізної зброї, як розв'язання було запропоновано огортати кулю в оболонку з твердіших матеріалів.
Для подолання цієї проблеми для гладкоствольних рушниць пропонувалось встановлювати кулю на амортизатор з тирси (куля Маєра) або використовувати деформацію свинцю для опресовування частини кулі на хвостовику (куля Полєва), але неодмінною умовою точного бою для цих куль є невеликий заряд пороху.
Окрім свинцю, який порівняно легко піддається деформаціям, існують кулі з матеріалів, які майже не зазнають деформацій в стволі. Зокрема, це куля Блондо (сталь) та куля Рубейкіна (латунь). Такі кулі витримують максимально допустимий для рушниці тиск у стволі, однак відсутність деформації при влученні зменшує площу враження та забійну дію кулі.
Аби куля не пробила тіло тварини та не забрала з собою частину енергії, були створені експансивні кулі (напівоболонкові, з порожниною в головній частині, зі зсунутим центром ваги — англ. tumbling bullet). Так, при полегшенні головної частини, центр ваги зсувається ближче до хвостової частини, і при влучені кулі в перешкоду вона перекидається, чим завдає більшої шкоди живому організму.

## Приклади

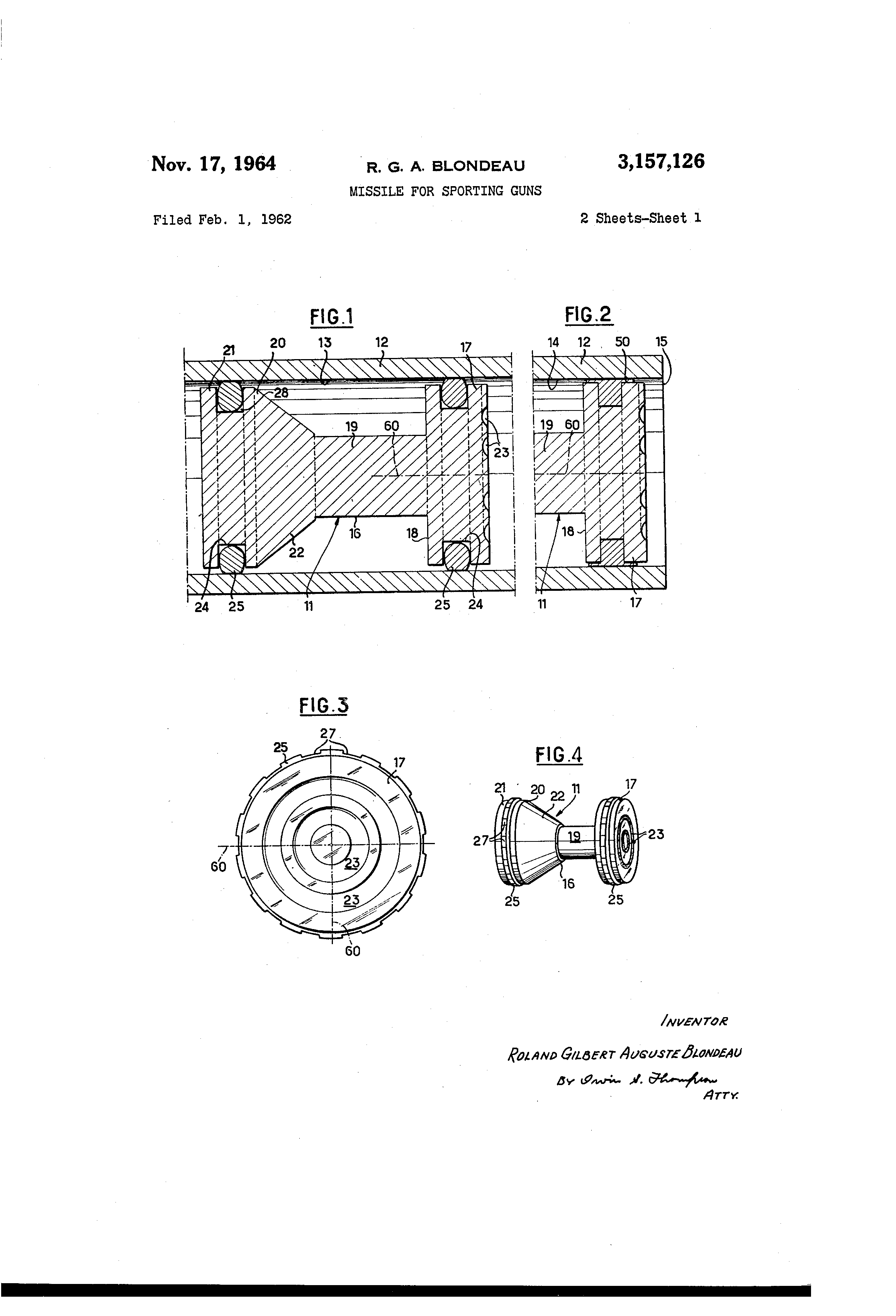
Куля Блондо
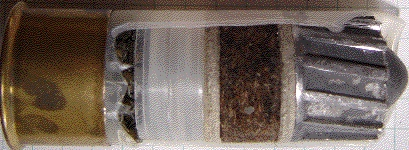
Куля Бреннеке
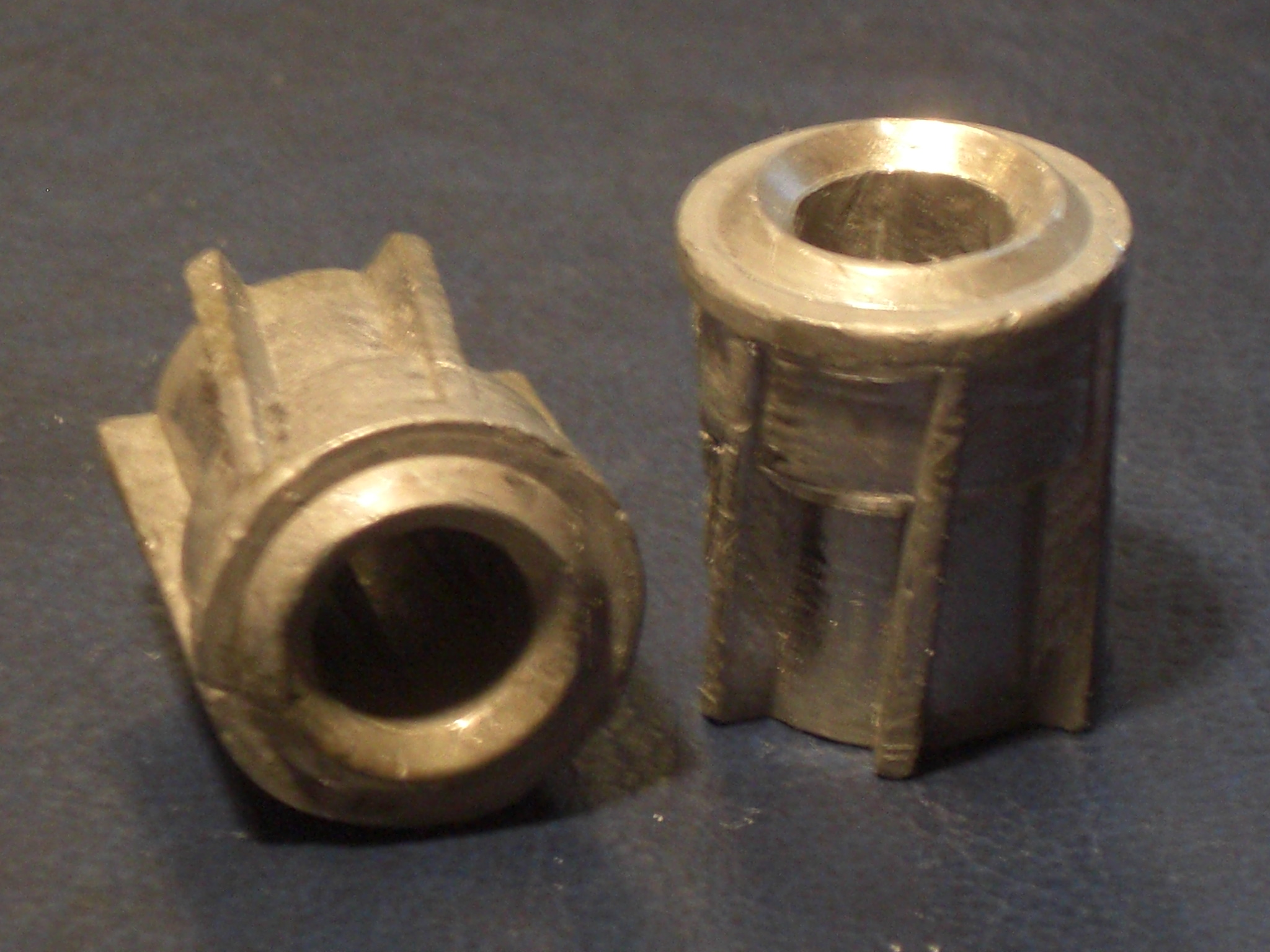
Куля Маєра